# TowerFall
TowerFall es un videojuego de acción independiente creado por Maddy Thorson a través de su compañía Maddy Makes Games. En el juego los jugadores controlan hasta cuatro arqueros en un juego de lucha de plataformas multijugador. Fue lanzado en la microconsola Ouya en junio de 2013 y luego fue porteado a PlayStation 4, Xbox One, Linux, OS X y Windows como TowerFall Ascension y a Nintendo Switch bajo su título original de TowerFall.
TowerFall fue el primer juego comercial de Thorson. Surgió de un prototipo para un solo jugador en una game jam de junio de 2012. Thorson probó el juego con sus colegas desarrolladores independientes con los que vivía y desarrolló su capacidad como juego de fiesta. Sus mecánicas se inspiraron en juegos de la juventud de Thorson, como Bushido Blade y GoldenEye 007, y se vieron influenciadas por la respuesta que obtuvo en el torneo de juegos de lucha Evolution Championship Series. TowerFall fue conocido como el título destacado para Ouya en el lanzamiento de la consola. En su primer año, el juego vendió alrededor de 7000 copias en Ouya, lo que resultó en un ingreso bruto de aproximadamente $105.000. Cuando expiró la exclusividad de Ouya, Thorson firmó otro acuerdo de exclusividad para PlayStation 4, donde Ascension recibió un modo para un jugador ampliado y nuevos niveles, armas y variantes de juego. Le siguió un lanzamiento para PlayStation Vita en 2015 y también se lanzaron versiones para Xbox One y Switch. Una edición independiente para ocho jugadores para Windows se lanzó en 2016.
Ascension tuvo una recepción generalmente favorable. Los críticos lo recomendaron como un juego de fiesta que recuerda a Super Smash Bros. y elogiaron su equilibrio. Sin embargo, algunos sintieron que su modo para un jugador fue un punto bajo y lamentaron la falta de un modo multijugador en línea.

## Jugabilidad
TowerFall es un juego de arena de combate con arcos donde los jugadores se matan entre sí con flechas y pisotones de cabeza hasta que solo quede un jugador. También es posible jugar en modo cooperativo. En el modo multijugador, hasta cuatro jugadores luchan en una arena usando un suministro limitado de flechas. Los jugadores podrán reponer su suministro de flechas con las que disparan en la arena. Los jugadores también pueden atrapar las flechas de otros jugadores. Los potenciadores «Tesoro» le otorgarán a los jugadores escudos, alas y flechas con mayor poder. Las reglas del juego se pueden personalizar y guardar para uso futuro. Chris Person de Kotaku describió la jugabilidad como «[Super] Smash Bros. criado con juegos como Spelunky o Nidhogg».
Hay cuatro modos de juego. En el modo de un jugador, se debe alcanzar objetivos alrededor de la arena antes de que se acabe el tiempo. El desarrollador comparó este modo con «Romper los objetivos» en la serie Super Smash Bros. Ascension agrega una versión remodelada de los niveles de objetivo como un modo Trials, que requiere que los jugadores usen potenciadores para destruir todos los objetivos en varios segundos. Ascension también agrega un modo Quest, donde uno o dos jugadores intentan sobrevivir contra oleadas enemigas de dificultad creciente. Como evento para un solo jugador, Quest funciona como un modo de ataque de puntuación. Las nuevas mejoras de Ascension también se lanzaron para la versión Ouya.
La versión Ouya es compatible con los controladores Xbox 360 y PlayStation 3. Ascension usa el altavoz incorporado del controlador DualShock 4 para reproducir efectos de sonido. El juego no tiene multijugador en línea.

## Desarrollo
El juego fue desarrollado y producido por Maddy Thorson, quien anteriormente hizo Planet Punch y juegos de navegador. TowerFall fue su primer juego comercial completo. La idea surgió de una visita con Alec Holowka mientras trabajaban en un game jam, el Vancouver Full Indie Game Jam de 48 horas de junio de 2012. El equipo iteró a través de un modo multijugador inspirado en Legend of Zelda que se convirtió en un juego Flash de plataformas para un solo jugador donde el jugador era un «arquero experto de una antigua leyenda». Tenía la intención de agregar múltiples armas, pero eligió mantener la primera, el arco y la flecha, debido a su sensación. La flecha fue diseñada para disparar sin cargar y para apuntar hacia los objetivos para darle al jugador «más margen de maniobra». Thorson también eligió limitar la dirección de puntería a las ocho direcciones ordinales en lugar de ofrecer controles complejos de 360 grados. También agregó niveles, elementos, una tienda y una historia basada en ascender una torre. Junto con el progreso en el juego, los jugadores obtendrían nuevos elementos y habilidades. Thorson originalmente tenía la intención de enviar el juego a Adult Swim para obtener «dinero fácil», pero cambió de opinión al desarrollar una versión multijugador después del evento.
Holowka atribuye la sensación de juego de fiesta multijugador a las muchas horas de pruebas multijugador locales que recibió en las casas de Thorson en Vancouver. Thorson vivía con un desarrollador que conoció a través de la comunidad de Game Maker, y los dos finalmente se mudaron con Holowka en «Indie House», una casa de Vancouver cuyos ocupantes son todos desarrolladores independientes. La comunidad cercana de jugadores independientes y su interés en probar nuevas ideas de juegos fue tanto un producto como un generador de sus condiciones de vida. Aunque Holowka se retiró del proyecto poco después del Game Jam, dejándole el proyecto a Thorson, intervino para hacer una demostración del juego en la Game Developers Conference de 2013 en el último minuto cuando el pasaporte de Thorson había expirado. Con un aumento en la atención de la prensa después de una exhibición en PAX East, Thorson llegó a un acuerdo con Kellee Santiago de Ouya para un lanzamiento exclusivo en la microconsola. Los críticos vieron esto como la acción que la nueva consola necesitaba para competir con las consolas existentes, y Thorson sintió que el lanzamiento para Ouya sería menos «intimidante» que el lanzamiento para PlayStation 3. El juego también se ajustó al énfasis de Ouya en los juegos cooperativos desde el sofá. Thorson originalmente hizo el arte ella misma, pero no estaba satisfecha con los resultados y contrató a MiniBoss para terminar los gráficos. Holowka compuso la música y Thorson contrató a Power Up Audio para hacer los efectos de sonido.
Thorson dijo que el juego comenzó a tomar forma aproximadamente seis meses después de su desarrollo. Probaron el juego con amigos cercanos una vez cada pocas semanas, y los amigos le preguntaban a Thorson cuándo podían volver a jugarlo. Thorson llevó el juego al torneo de juegos de lucha Evolution Championship Series de 2013, donde inesperadamente recibieron más elogios que críticas. La mecánica del juego se inspiró en juegos de la juventud de Thorson. Tras reflexionar sobre el tema, sintieron que el juego tenía la mecánica de captura de objetos de Super Smash Bros., las muertes de un solo golpe y la tensión de Bushido Blade, la alegría de Goldeneye 007, la mecánica de disparos de Yoshi's Island y la estrategia de posicionamiento de Team Fortress 2. Describieron su proceso de desarrollo como una adaptación de Super Smash Bros. Melee a sus gustos. El diseño limitado de las flechas tenía la intención de ralentizar la jugabilidad y fomentar la estrategia del jugador. Consideró agregar multijugador en línea, una solicitud popular, pero carecía de las habilidades de programación. El escenario medieval del juego surgió de su interés contemporáneo en la serie de libros de Game of Thrones y su combinación de la mecánica de las flechas con «castillos con paredes de piedra y mazmorras llenas de lava». Los personajes jugadores también tienen personalidades individuales e historias de fondo que Thorson tenía la intención de elaborar en una sección de «tradición» de un manual de instrucciones.

## Lanzamiento
TowerFall se lanzó el 25 de junio de 2013 como una exclusiva de Ouya. El juego vendió bien, teniendo en cuenta la novedad de Ouya, lo que le permitió a Thorson desarrollar el juego en un paquete más completo. Thorson declaró sus planes de extender el modo de un jugador, y firmó un nuevo acuerdo de exclusividad para lanzar TowerFall Ascension en PlayStation 4 y Steam con nuevos niveles, armas y variantes de juego después de que el acuerdo de exclusividad de Ouya terminara seis meses después. Sony persiguió activamente el juego, y la mayor parte del trabajo de adaptación fue manejado por Sickhead Games con sede en Dallas por dos personas en el transcurso de ocho semanas utilizando MonoGame, «una reescritura de código abierto» de Microsoft XNA. Thorson pensó que la cruceta del DualShock 4 era «perfecta para TowerFall» y que PlayStation 4 era «el siguiente paso natural» para el juego. Recibieron una carta de George Broussard antes del lanzamiento de Ascension con felicitaciones previas para Thorson por convertirse en millonaria. Las principales incorporaciones a Ascension fueron sus modos de juego para un jugador y cooperativo. Se planea un editor de niveles para una futura actualización, y Thorson ha expresado interés en la compatibilidad con seis controladores para partidas de tres contra tres. Los ports para plataformas Linux y OS X se lanzaron el 29 de mayo de 2014 con variantes de juego actualizadas. TowerFall fue seleccionado para el Indie Showcase del torneo de juegos de lucha Evolution Championship Series de julio de 2014, y como un juego gratuito con PlayStation Plus para el mismo mes.
Towerfall: Ascension finalmente se lanzó como una secuela del Towerfall original para la consola OUYA en noviembre de 2016.

### Actualizaciones
En febrero de 2015, se reveló una skin alternativa para el personaje «Blue Archer» para la expansión «Dark World», los desarrolladores declararon que su apariencia estaba basada en la de Anita Sarkeesian. Un paquete de expansión, Dark World, fue lanzado en Norteamérica el 12 de mayo de 2015 para PlayStation 4 y PC (Linux, OS X y Windows) a través de Steam, Humble Store y GOG.com. El lanzamiento europeo para PlayStation siguió varios días después. El paquete incluye un modo de campaña multijugador para cuatro jugadores donde los jugadores luchan juntos en batallas contra jefes y pueden resucitarse entre sí. También agrega un potenciador que hace que las flechas exploten por detonación remota. El paquete comenzó como un conjunto de nuevos niveles y se convirtió en cuatro conjuntos, diez nuevos personajes, niveles generados por procedimientos y los mencionados potenciadores, el modo cooperativo y las batallas contra jefes. Se lanzó una versión para PlayStation Vita el 15 de diciembre de 2015. El 18 de enero de 2018 se lanzó una versión para Xbox One, que incluía Ascension y Dark World. El 27 de septiembre de 2018 se lanzó una versión para Nintendo Switch, que incluye a Madeline y su reflejo oscuro Badeline del juego Celeste, que también fue creado por Maddy Makes Games. Thorson también creó un juego independiente adicional para Windows que modifica el modo versus para cinco a ocho jugadores simultáneos. TowerFall 8-Player se lanzó en agosto de 2016.

### Ediciones físicas
En septiembre de 2015, Matt Makes Games se asoció con la empresa de cajas de suscripción IndieBox, un servicio de cajas de suscripción mensual para ofrecer un lanzamiento físico exclusivo y numerado individualmente de TowerFall. Esta caja de edición limitada incluía una unidad flash con un archivo de juego sin DRM, banda sonora oficial, manual de instrucciones, clave de Steam y varios coleccionables diseñados a medida. En noviembre de 2020 se anunció un lanzamiento físico limitado de la versión para Nintendo Switch a través de Limited Run Games.

## Recepción
Varios críticos citaron a TowerFall como el juego más destacado para la microconsola Ouya en el momento de su lanzamiento. Ben Kuchera de Penny Arcade Report llamó al juego «la aplicación estrella de la Ouya», Russ Frushtick y Chris Plante de Polygon dijeron que TowerFall fue la razón para comprar una Ouya. Spencer Hayes de Destructoid dijo que no consideró comprar la Ouya hasta que jugó TowerFall. Añadió que el juego tenía un «nivel engañoso de profundidad». Eurogamer describió su reputación como «lo único que vale la pena jugar en Ouya». El coste añadido de los mandos adicionales (para el modo multijugador local de cuatro jugadores) excedía el coste de la nueva consola en sí, y se citó como algo negativo para el juego, aunque más tarde se compensó con su compatibilidad con los mandos de Xbox 360[5] y PS3. Plante describió más tarde el lanzamiento original como «amado por la crítica, vendido con humildad», «muy por encima de su categoría de peso» con reconocimiento en las listas de fin de año de Ars Technica y Polygon.
En abril de 2014, Thorson le dijo a Eurogamer que el juego había recaudado medio millón de dólares, y que la mayor parte de las ventas provenían de Ascension en PlayStation 4. En ese momento, una quinta parte de las ventas del juego provenían de Ouya, una plataforma comparativamente más pequeña con una base de jugadores más pequeña que PlayStation y Steam. El juego fue nominado al premio a la Excelencia en el diseño del Festival de Juegos Independientes de 2014, pero perdió ante Papers, Please. TowerFall Ascension recibió críticas «generalmente favorables» según el sitio web agregador de reseñas Metacritic. En los premios de la Academia Nacional de Revisores Comerciales de Videojuegos (NAVGTR) de 2013, el juego ganó el premio al Juego de lucha original. Los críticos elogiaron el equilibrio del juego, lo compararon favorablemente con Super Smash Bros. y lo recomendaron como un juego de fiesta. Los críticos sintieron que el modo para un jugador fue su punto más débil y lamentaron que no hubiera un modo multijugador en línea, y Jon Denton de Eurogamer calificó su falta como «dolorosa» y «una vergüenza».
Griffin McElroy de Polygon consideró al juego alegre y lo llamó «una poderosa destilería de alegría infantil». Jose Otero de IGN pensó muy bien sobre sus gráficos. Consideró que el modo para un jugador era un punto bajo del juego, que solo era útil como práctica. Denton de Eurogamer lo llamó «una ocurrencia de último momento», y que Trials era «un modo terciario en el mejor de los casos». Edge escribió que los límites del área de juego eran confusos y que era difícil ver tanto el área alrededor del personaje del jugador como los límites, lo que iba en contra de lo que consideraban la «mayor fortaleza» de TowerFall: el combate a corta distancia. Denton elogió la mecánica de captura de flechas, que comparó con los «anzuelos» de otros «grandes juegos multijugador», como el contador Ultra en Street Fighter IV. Además, comparó el modo multijugador con los modos de batalla de Bomberman, Mario y Super Smash Bros., el modo Trials con 10 Second Ninja y la «inmediatez» del juego con Nidhogg y Samurai Gunn.
Polygon nombró al juego entre los 25 mejores juegos de la década.